# Янжулівка
Янжулівка (до 2016 року — Жовтневе) — село в Україні, у Семенівській міській громаді Новгород-Сіверського району Чернігівської області. Населення становить 233 осіб. До 2017 орган місцевого самоврядування — Янжулівська сільська рада.

## Історія
1713 року гетьманом Скоропадським було видано Універсал про передачу села Климу Янжулу. Само село виникло незадовго до цього, його виникнення пов'язують з заселенням сіверщини під час правління Івана Мазепи. Янжул був топальським сотником протягом 1713-1725 років. Його прізвисько було — Шпечак, звідси пішла альтернатива назва села — Шпетаківка.  
За однією з версій, Клим Янжул був не козаком, а грецьким-міщанином з Ніжина. Відомі імена нащадків Клима Янжули: Янжул Михайло Климович (помер. 1751 року), Янжул Сава Климович, Янжул Іван Савич, Янжул Андрій Савич, Янжул Василь Васильович, Янжул Ілля — всі були службовцями Стародубського полку. В час правління Клима Янжули село складалось з трьох дворів та водяного млину на річці Стративій. 1733 року селом володів Василь Янжул. 
1767 року в селі вже була церква Різдва Богородиці, першим священиком був — Андрій Піддубний. Село було поділено між Михайлом Степанович Широю (1720-1784), якому сплачували податки 18 дворів та 5 бездвірних мешканців, та Івану та Ігнату Янжуловим — 40 дворів та 20 бездвірних хат. 
2016 року селу було повернуто історичну названу — Янжулівка. Під час радянської окупації село називалось Жовтневим. Перейменування села було підписано Головою Верховної Ради України Андрієм Парубієм
12 червня 2020 року, відповідно до Розпорядження Кабінету Міністрів України № 730-р «Про визначення адміністративних центрів та затвердження територій територіальних громад Чернігівської області», увійшло до складу Семенівської міської громади.
19 липня 2020 року, в результаті адміністративно-територіальної реформи та ліквідації Семенівського району, село увійшло до Новгород-Сіверського району.

## Географія
Селом протікає річка Стратива, ліва приток Снови.

## Населення
2001 рік — 376 мешканців

## Пам'ятка
Між селами Янжулівка та Миколаївка розташовується гідрологічний заказник Дреснівський — пам'ятка природи місцевого значення.

## Особистості
Олексій Маслов — український журналіст, поет, автор збірки "Неси зірку"